# 34.º governo da Monarquia Constitucional
O 34.º governo da Monarquia Constitucional, ou 1.º governo do Fontismo, e 13.º governo desde a Regeneração, nomeado a 13 de setembro de 1871 e exonerado a 5 de março de 1877, foi presidido por António Maria de Fontes Pereira de Melo.
Foi um governo que iniciou um novo ciclo político de estabilidade e desenvolvimento, que duraria cerca de cinco anos e meio. Foram efetuadas eleições em 12 de julho de 1874. É um período de novas ideias e movimentos, em que surge a Associação Católica do Porto, o Partido Socialista Português e o Partido Progressista, resultado da fusão do Partido Histórico com o Partido Reformista. É eleito o Directório do Partido Republicano Português. Também neste novo período, é fundada a Sociedade de Geografia de Lisboa, em 1876, e a Caixa Geral de Depósitos.
A sua constituição era a seguinte:
| Cargo                                                                                 | Detentor | Detentor                                                       | Período                                          |
| ------------------------------------------------------------------------------------- | -------- | -------------------------------------------------------------- | ------------------------------------------------ |
| Presidente do Conselho de Ministros                                                   |          | António Maria de Fontes Pereira de Melo (1819–1887)            | 13 de setembro de 1871 a 5 de março de 1877      |
| Ministro e Secretário de Estado dos Negócios do Reino                                 |          | António Rodrigues Sampaio (1806–1882)                          | 13 de setembro de 1871 a 5 de março de 1877      |
| Ministro e Secretário de Estado dos Negócios do Reino                                 |          | António Maria de Fontes Pereira de Melo (interino) (1819–1887) | 6 de agosto de 1874 a 7 de setembro de 1874      |
| Ministro e Secretário de Estado dos Negócios do Reino                                 |          | António Maria de Fontes Pereira de Melo (interino) (1819–1887) | 19 de julho de 1875 a 20 de agosto de 1875       |
| Ministro e Secretário de Estado dos Negócios do Reino                                 |          | António Maria de Fontes Pereira de Melo (interino) (1819–1887) | 11 de julho de 1876 a 7 de agosto de 1876        |
| Ministro e Secretário de Estado dos Negócios Eclesiásticos e de Justiça               |          | Augusto César Barjona de Freitas (1834–1900)                   | 13 de setembro de 1871 a 9 de novembro de 1876   |
| Ministro e Secretário de Estado dos Negócios Eclesiásticos e de Justiça               |          | António Cardoso Avelino (1822–1889)                            | 9 de novembro de 1876 a 5 de março de 1877       |
| Ministro e Secretário de Estado dos Negócios da Fazenda                               |          | António Maria de Fontes Pereira de Melo (1819–1887)            | 13 de setembro de 1871 a 11 de outubro de 1872   |
| Ministro e Secretário de Estado dos Negócios da Fazenda                               |          | António Cardoso Avelino (interino) (1822–1889)                 | 15 de janeiro de 1872 a 28 de janeiro de 1872    |
| Ministro e Secretário de Estado dos Negócios da Fazenda                               |          | António Serpa (1825–1900)                                      | 11 de outubro de 1872 a 5 de março de 1877       |
| Ministro e Secretário de Estado dos Negócios da Guerra                                |          | António Maria de Fontes Pereira de Melo (interino) (1819–1887) | 13 de setembro de 1871 a 11 de outubro de 1872   |
| Ministro e Secretário de Estado dos Negócios da Guerra                                |          | João de Andrade Corvo (interino) (1824–1890)                   | 15 de janeiro de 1872 a 28 de janeiro de 1872    |
| Ministro e Secretário de Estado dos Negócios da Guerra                                |          | António Maria de Fontes Pereira de Melo (1819–1887)            | 11 de outubro de 1872 a 5 de março de 1877       |
| Ministro e Secretário de Estado dos Negócios da Marinha e Ultramar                    |          | Jaime Moniz (1837–1917)                                        | 13 de setembro de 1871 a 19 de novembro de 1872  |
| Ministro e Secretário de Estado dos Negócios da Marinha e Ultramar                    |          | João de Andrade Corvo (interino) (1824–1890)                   | 8 a N/d de maio de 1872                          |
| Ministro e Secretário de Estado dos Negócios da Marinha e Ultramar                    |          | João de Andrade Corvo (interino) (1824–1890)                   | 19 de novembro de 1872 a 5 de março de 1877      |
| Ministro e Secretário de Estado dos Negócios da Marinha e Ultramar                    |          | António Maria de Fontes Pereira de Melo (interino) (1819–1887) | 20 de agosto de 1875 a 6 de setembro de 1875     |
| Ministro e Secretário de Estado dos Negócios da Marinha e Ultramar                    |          | António Maria de Fontes Pereira de Melo (interino) (1819–1887) | 7 de agosto de 1876 a 1 de setembro de 1876      |
| Ministro e Secretário de Estado dos Negócios Estrangeiros                             |          | João de Andrade Corvo (1824–1890)                              | 13 de setembro de 1871 a 5 de março de 1877      |
| Ministro e Secretário de Estado dos Negócios Estrangeiros                             |          | António Serpa (interino) (1825–1900)                           | 20 de agosto de 1875 a 6 de setembro de 1875     |
| Ministro e Secretário de Estado dos Negócios Estrangeiros                             |          | António Serpa (interino) (1825–1900)                           | 7 de agosto de 1876 a 1 de setembro de 1876      |
| Ministro e Secretário de Estado dos Negócios das Obras Públicas, Comércio e Indústria |          | António Cardoso Avelino (1822–1889)                            | 13 de setembro de 1871 a a 9 de novembro de 1876 |
| Ministro e Secretário de Estado dos Negócios das Obras Públicas, Comércio e Indústria |          | Lourenço António de Carvalho (1837–1890)                       | 9 de novembro de 1876 a 5 de março de 1877       |